# Buffalo Gals
〈Buffalo Gals〉는 미국 민요다. 1844년 흑인분장 공연자 존 호지스가 짓고 "루브리 팬(Lubly Fan)" 명의로 출판했다. 미국 전역에서 박득되는 바람에, 공연자들은 지역별 관중들에게 의합하고자 뉴욕에서는 "뉴욕 소녀", 보스턴에서는 "보스턴 소녀", 앨라배마에서는 "앨라배마 소녀"라고 바꿔 불렀다. 후자의 경우 1959년 앨런 로맥스, 셜리 콜린스가 현지 녹음 와중에 취입했다. 빙 크로스비 영화 《딕시》에도 사용되었으며, 특히 1948년작 영화 《이츠 어 원더풀 라이프》, 게리 쿠퍼와 그레이스 켈리 주연의 1952년작 영화 《하이 눈》에서는 두드러져 삽입되었다. 윌리엄 홀든과 글렌 포드 주연의 1941년작 영화 《텍사스》에서 에드거 뷰캐넌이 실연했다.
후렴만 발췌해 보자.
버펄로 소녀야, 오늘 밤 나오지 않을래?(Buffalo gals, won't you come out tonight?)
오늘 밤 나오지 않을래?(Come out tonight, Come out tonight?)
버펄로 소녀야, 오늘 밤 나오지 않을래,(Buffalo gals, won't you come out tonight,)
그리고 월광 아래서 춤추는 거야(And dance by the light of the moon)
미국서부작가 회원들이 역대 최고 서부곡 100선(Top 100 Western songs of all time) 가운데 하나로 선발했다.